# Paul M. Herbert
Paul Morgan Herbert (* 2. Dezember 1889 in McComb, Hancock County, Ohio; † 5. Juli 1983 in Dublin, Ohio) war ein US-amerikanischer Jurist und Politiker. Zwischen 1939 und 1945, von 1947 bis 1949 sowie nochmals zwischen 1957 und 1959 war er Vizegouverneur des Bundesstaates Ohio.

## Werdegang
Paul Herbert besuchte die University of Michigan in Ann Arbor. Außerdem studierte er am zur Ohio State University gehörenden Moritz College of Law Jura. Ob er danach als Rechtsanwalt gearbeitet hat, ist nicht überliefert. Während des Ersten Weltkrieges war er Hauptmann in der United States Army. Politisch wurde er Mitglied der Republikanischen Partei. Zwischen 1922 und 1926 saß er als Abgeordneter im Repräsentantenhaus von Ohio; von 1926 bis 1930 gehörte er dem Staatssenat an.
1938 wurde Herbert an der Seite von John W. Bricker zum Vizegouverneur von Ohio gewählt. Dieses Amt bekleidete er zwischen 1939 und 1945. Dabei war er Stellvertreter des Gouverneurs und Vorsitzender des Staatssenats. Diesen Posten hatte Herbert zwischen 1947 und 1949 unter Gouverneur Thomas J. Herbert erneut inne. Eine Verwandtschaft der beiden Politiker wird in den Quellen nicht erwähnt. Von 1957 bis 1959 war Paul Herbert letztmals Vizegouverneur seines Staates. Dabei diente er unter Gouverneur C. William O’Neill. Im Jahr 1952 war er Ersatzdelegierter zur Republican National Convention, auf der General Dwight D. Eisenhower als Präsidentschaftskandidat nominiert wurde. Für einige Zeit war Herbert auch Richter am Supreme Court of Ohio. Er starb am 5. Juli 1983 in Dublin.